# Лобасёв, Михаил Абрамович
Михаил Абрамович Лобасёв (1916, село Троицкое, Астраханская губерния — 13 декабря 1939, Кангаспельто, Выборгская губерния) — командир башни танка Т-28 91-го отдельного танкового батальона 20-й тяжёлой танковой бригады РККА, участник советско-финской войны, Герой Советского Союза (посмертно).

## Биография
Михаил Лобасёв родился 9 января 1916 года в селе Троицкое. После окончания начальной школы жил в посёлке Лисьи Ямки Богородского района Горьковской области, работал плотником в совхозе. В 1938 году Лобасёв был призван на службу в Рабоче-крестьянскую Красную Армию. Участвовал в боях советско-финской войны, будучи командиром башни среднего танка Т-28 1-й роты 91-го танкового батальона 20-й танковой бригады 7-й армии Северо-Западного фронта. Отличился во время разведки вражеской обороны к западу от озера Муоланъярви 13 декабря 1939 года.
Когда из засады танк был подбит, экипаж в составе командира Василия Груздева, командиров башен Евгения Луппова, Михаила Лобасёва, Бориса Волка, механика-водителя Михаила Ларченко, техника Ивана Коваля, радиста Карапета Симоняна продолжил вести бой. У хутора Кангаспелто Груздев, Лобасёв и Волк были убиты разрывом снаряда при попытке покинуть танк. Остальным членам экипажа удалось вывести танк обратно. Лобасёв был похоронен на месте боёв.
Указом Президиума Верховного Совета СССР от 15 января 1940 года за «образцовое выполнение боевых заданий командования на фронте борьбы с финской белогвардейщиной и проявленные при этом отвагу и геройство» младший командир Михаил Лобасёв был удостоен высокого звания Героя Советского Союза с награждением орденом Ленина и медалью «Золотая Звезда» (посмертно).